# 콘코드 (비디오 게임)
콘코드(Concord)는 파이어워크 스튜디오(Firewalk Studios)가 개발하고 소니 인터랙티브 엔터테인먼트(Sony Interactive Entertainment)가 퍼블리싱한 1인칭 영웅 슈팅 게임이다. 이 게임은 2024년 8월 23일 플레이스테이션 5 및 윈도우용으로 출시되었다. 인간과 인간형 외계인이 공존하는 복고풍 미래 공상 과학 세계를 배경으로 한 이 게임은 경쟁하는 용병 팀 간의 전투를 중심으로 진행되었다. 이 게임은 수많은 스핀오프를 통해 결국 스타워즈 수준의 프랜차이즈로 확장될 것이라고 믿었던 소니의 핵심 타이틀로 의도되었다.
콘코드는 게임 플레이를 칭찬했지만 게임의 캐릭터 디자인과 콘텐츠 부족을 싫어하여 다른 부분 유료화 경쟁작에 비해 가치가 낮다고 믿는 비평가들의 엇갈린 리뷰를 발표했다. 이 게임은 판매량이 매우 적었고 출시 2주 후인 2024년 9월 6일에 종료되었으며 판매된 모든 사본이 환불되었다.

## 게임플레이
콘코드는 1인칭 시점에서 플레이되는 공상과학 플레이어 대 플레이어 영웅 슈팅 비디오 게임이었다. 이 게임에는 높은 점프를 위한 로봇 다리, 향상된 피해 흡수를 위한 다이아몬드 스킨 등 각각 다른 능력을 가진 다양한 외계인 캐릭터가 등장했다. 게임 내의 그룹 중 하나는 용병인 프리거너스(Freegunners)로 알려졌다.
초기 프리뷰에서는 5명의 캐릭터가 공개되었고, 게임은 16명의 캐릭터로 출시되었다. 이 게임은 더 많은 캐릭터와 맵을 추가할 수 있는 무료 출시 후 업데이트를 제공할 것으로 예상되었다. 이 게임은 매주 캐릭터와 진행 중인 스토리에 대한 새로운 컷씬을 선보일 예정이었다.

## 개발 및 출시
콘코드는 워싱턴 주 벨뷰에 위치한 스튜디오인 파이어워크 스튜디오가 2018년에 설립한 최초의 게임이다. 파이어워크는 처음에 콘코드를 모회사인 메이비몬스터스(MaybeMonsters)와 협력하여 개발한 후 2023년 4월 소니 인터랙티브 엔터테인먼트에 스튜디오를 인수했다.
파이어워크 스튜디오는 2023년 5월 24일 플레이스테이션 쇼케이스에서 CGI 예고편과 함께 콘코드를 공식 발표했다. 이 게임의 베타 버전은 2024년 7월에 출시되어 플레이어 수가 적었다. 이 게임은 2024년 8월 23일 플레이스테이션 5 및 윈도우용으로 출시되었다.
파이어워크 스튜디오는 이 게임이 약 8년 동안 개발되었다고 보고했다. 비디오 게임 팟캐스트 진행자 콜린 모리아티에 따르면 익명의 콘코드 개발자를 인용하여 이 게임의 예산은 4억 달러였다. 그는 누구도 게임, 캐릭터 디자인 등에 대해 부정적인 말을 하거나 "게임의 과정을 의미있게 바꾸는 것"을 허용하지 않는 "유독한 긍정성"의 내부 문화가 있다고 말했다.

## 평가
| 평가 |                          |
| --- | ------------------------ |
| 통합 점수 통합사 점수 메타크리틱 (PS5) 62/100 [ 1 ] (PC) 65/100 [ 2 ] 오픈크리틱 22% [ 3 ] 평론 점수 평론사 점수 유로게이머 3/5 [ 4 ] 게임스레이더+ 3/5 [ 5 ] 하드코어 게이머 3.5/5 [ 6 ] IGN 7/10 [ 7 ] PC 게이머 (US) 45/100 [ 8 ] 푸시 스퀘어 7/10 [ 9 ] 섁뉴스 7/10 [ 10 ] |                          |
| 통합 점수 |                          |
| 통합사 | 점수                     |
| 메타크리틱 | (PS5) 62/100 (PC) 65/100 |
| 오픈크리틱 | 22%                      |
| 평론 점수 |                          |
| 평론사 | 점수                     |
| 유로게이머 | 3/5                      |
| 게임스레이더+ | 3/5                      |
| 하드코어 게이머 | 3.5/5                    |
| IGN | 7/10                     |
| PC 게이머 (US) | 45/100                   |
| 푸시 스퀘어 | 7/10                     |
| 섁뉴스 | 7/10                     |

리뷰 수집 웹사이트 메타크리틱에 따르면 콘코드는 플레이스테이션 5에 대한 45개 리뷰와 PC에 대한 20개의 리뷰를 바탕으로 비평가들로부터 "혼재된 평가 또는 평범한 평가" 리뷰를 받았다. 오픈크리틱에서는 62개의 비평가 리뷰 중 22%가 이 게임을 추천했다.
푸시 스퀘어는 이 작품을 10점 만점에 7점으로 평가하고 다음과 같이 썼다. "파이어워크의 데뷔작은 이 세상에서 벗어난 것이 아닐 수도 있지만 전반적으로 정말 훌륭하다." 디지털 트렌즈는 이 게임을 5점 만점에 3점으로 평가하고 다음과 같이 썼다. "콘코드는 재미있는 멀티플레이어 게임의 뼈대를 갖추고 있지만 핵심이 부족하다." 비디오 게임스 크로니클은 이 게임을 5점 만점에 3점으로 평가했으며 40달러 가격표에 대해 비판적이어서 플레이어에게 플레이스테이션 플러스에서 게임을 사용할 수 있을 때까지 기다리라고 조언했다. 유로게이머는 영웅의 "혼란스러운" 캐릭터 디자인에 대한 평가를 5점 만점에 3점으로 평가하며 다음과 같이 썼다. "영웅은 시각적으로 과소 또는 과도하게 디자인된 것 같다." PC 게이머의 노바 스미스는 콘코드를 100점 만점에 45점으로 평가하면서 "덜 구워지고, 가격이 비싸고, 구식"이라고 설명하면서 "고통스러울 정도로 느린 이동 속도", 영감을 받지 못한 지도 디자인, "잊을 수 없는" 캐릭터 출연으로 게임을 비판했다.

## 종료
9월 3일, 소니는 "게임의 측면과 초기 출시가 우리의 방식대로 진행되지 않았다"는 이유로 콘코드를 오프라인으로 전환하고 그 시점까지 판매된 게임의 모든 사본을 환불할 것이라고 발표했다."며 "플레이어에게 더 나은 접근을 제공하는 옵션을 포함하여 옵션을 탐색할 것"이라고 밝혔다. 해당 게임은 디지털 상점에서 삭제되었으며, 게임 서버는 2024년 9월 6일 17:00(UTC) 직후 오프라인 상태가 되었다.
신속한 종료는 콘코드가 오버워치 및 에이펙스 레전드와 같은 기존 영웅 슈팅 게임과 차별화하지 못한 점, 혁신적인 게임플레이 메커니즘의 부족, 일반적인 캐릭터 명단, 실망스러운 지도 디자인 등 여러 요인에 기인한다. 또한 이 게임은 대부분의 경쟁자가 무료로 플레이할 수 있는 장르에서 정가로 출시되었다는 비판에 직면했으며, 8년의 개발 주기로 인해 출시 당시 시대에 뒤떨어진 느낌을 받았고 진화하는 시장 추세, 그리고 플레이어의 기대에 부응하기 위해 고군분투했다.
게임의 상업적 실패로 인해 게임 디렉터 라이언 엘리스는 파이어워크 스튜디오 직원에게 게임 디렉터 역할에서 물러나 대신 지원 역할로 이동할 것이라고 발표했다. 내부적으로 일부 직원은 이력서와 포트폴리오를 업데이트하고 있고, 일부는 이미 스튜디오를 떠났으며, 다른 직원은 다음에 무엇을 할지 결정하기 전에 잠재적인 퇴직금 패키지가 어떻게 나타날지 기다리고 있다.